# Estońskie wojska pancerne (1918–1940)
Estońskie wojska pancerne 1918–1940.
W listopadzie 1918 r., 9 miesięcy po ogłoszeniu niepodległości przez Estonię, wojska bolszewickie zaatakowały jej terytorium. Estończycy w krótkim czasie stworzyli – przy pomocy Brytyjczyków i Finów – dobrze zorganizowaną i uzbrojoną armię pod dowództwem gen. Johana Laidonera. W jej skład wchodziła też broń pancerna. W styczniu 1919 r. z inicjatywy adm. Johana Pitki utworzono 3 pociągi pancerne. W toku walk powstało 10 kolejnych pociągów. Kilka zdobyto na bolszewikach. Sześć najlepiej uzbrojonych pociągów zgrupowano w Dywizji Pociągów Pancernych. Cztery spośród estońskich pociągów pancernych były tak słabo uzbrojone i opancerzone, że użyto ich jedynie do zwalczania partyzantki bolszewickiej w zachodniej części Estonii. Pociągi pancerne odegrały one bardzo ważną rolę w pokonaniu sił bolszewickich na pocz. stycznia 1920 r.
Na przełomie 1918/1919 r. wojska estońskie zasiliło również 6 samochodów pancernych, wyprodukowanych własnymi siłami w kraju. Było to 5 ciężkich 3-tonowych pancerek (załoga 11 ludzi), uzbrojonych w 2 karabiny maszynowe Maxim i 2 działka 37 mm (nazwano je "Estonia", "Kalewipoeg", "Toonela", "Vibuane", "Wahur") oraz lżejszy samochód pancerny nieznanego typu pod nazwą "Tasuja" (utracony podczas walk w marcu 1919 r.). Załogą samochodu pancernego "Kalewipoeg" dowodził szwedzki ochotnik kpt. Einar Lundborg. Zasłużył się pod Pskowem, gdzie oczyścił dla nacierającej estońskiej piechoty drogę do miasta. Stąd samochód został później nazwany nieoficjalnie "Królem Pskowa". Estończycy ponadto zdobyli na bolszewikach 3 pancerki typu Putiłow-Austin i 1 typu Garford-Putiłow (m.in. "Pisuhänd"). Oprócz frontowych działań wojennych samochody pancerne prowadziły też służbę patrolową i zwalczały partyzantów. Utworzono z nich Szwadron Samochodów Pancernych pod dowództwem kpt. Augusta Nieländera.

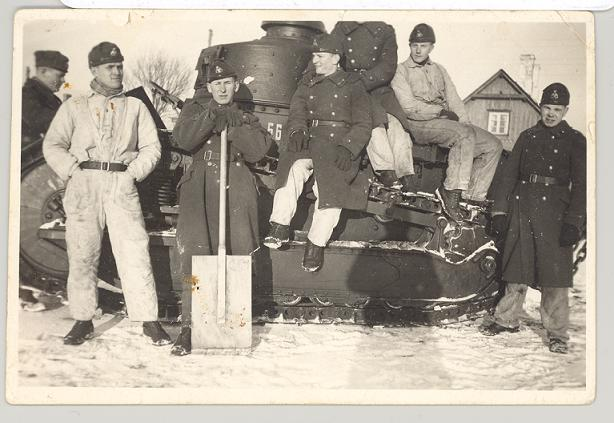
Estoński czołg FT-17

Po nieudanej ofensywie białеj Armii Północno-Zachodniej gen. Nikołaja N. Judenicza na Piotrogród jesienią 1919 r., estońskie siły zbrojne zasiliły 4 brytyjskie czołgi Mark V, wspierające wcześniej wojska białych Rosjan. Nazwano je "Uku", "Vahtula", "Valdaja" i "Päälik". W 1920 r. Estonia zakupiła we Francji 12 lekkich czołgów FT-17, w tym 4 uzbrojone w działko 37 mm, zaś pozostałe w karabin maszynowy. Użyto ich bojowo podczas pacyfikacji komunistycznego zamachu stanu na pocz. grudnia 1924 r.

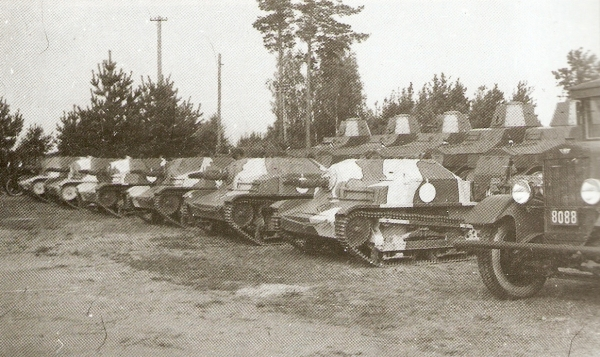
Estońskie tankietki TKS

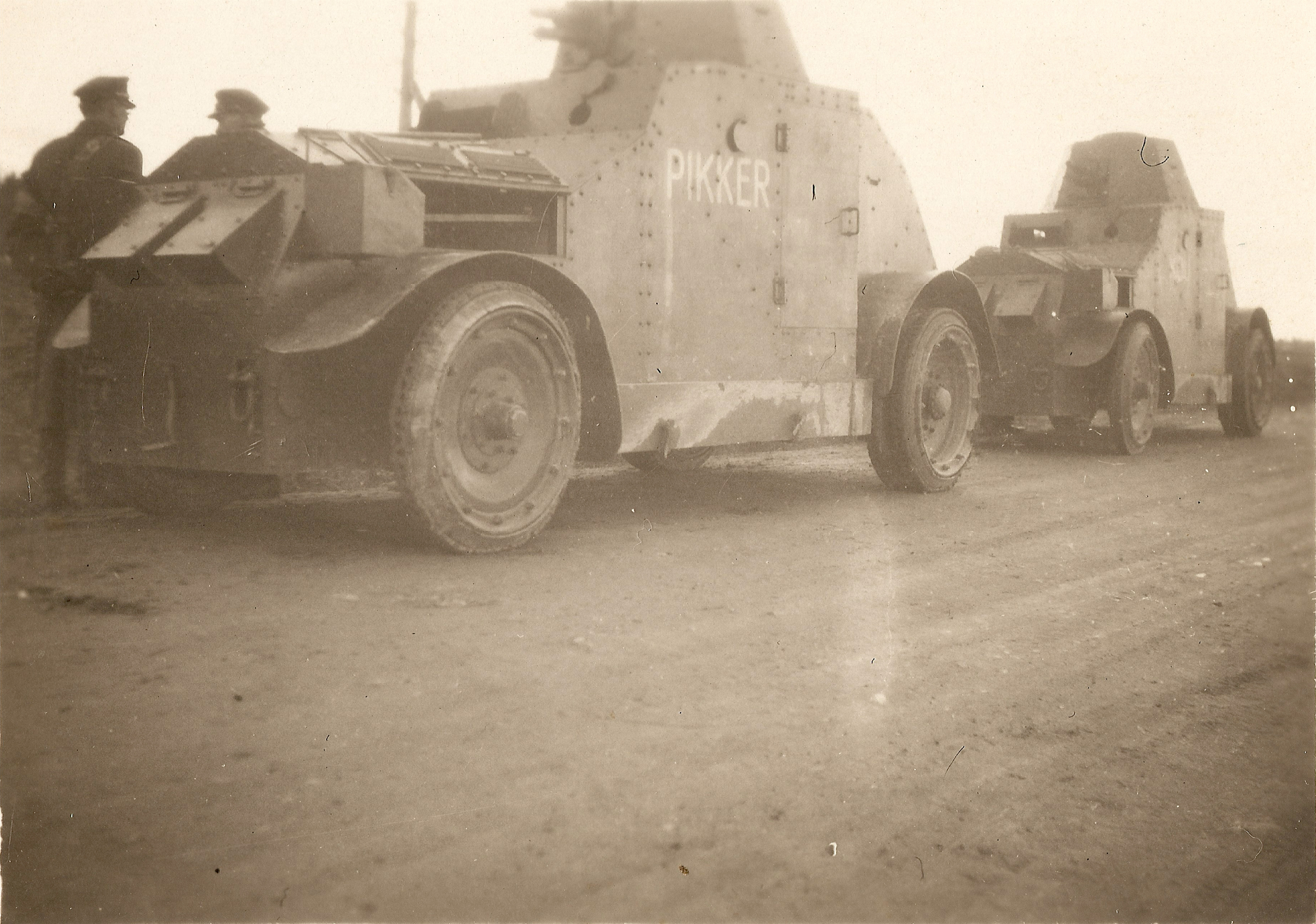
Estońskie samochodody pancerne Arsenal-Crossley M27/28

W latach 1927–1928 w estońskich fabrykach zostało zbudowanych na licencji 13 pancerek Arsenal-Crossley M27/28. 4 spośród były uzbrojone w działko 37 mm, zaś 9 pozostałych w karabin maszynowy Madsen 7,7 mm. Załoga liczyła 5 osób. 3 pancerki z działkami przeznaczono dla formacji obrony terytorialnej Kaitseliit. W 1934 r. Estonia zakupiła w Polsce 6 tankietek TKS. Dostarczono je w lutym 1935 r. Weszły one w skład Pułku Samochodowo-Czołgowego. Najbardziej nowoczesny sprzęt pancerny w armii estońskiej reprezentował samochód pancerny Landsverk L180, zakupiony w Szwecji w 1936 r. Uzbrojony był w półautomatyczne działko Madsen 20 mm. Rok później zasilił on oddziały policji w Tallinnie. Było to związane z narastającym zagrożeniem stolicy Estonii wybuchem powstania komunistycznego. Na pocz. 1940 r. w składzie armii estońskiej zorganizowano trzy kompanie przeciwpancerne, wyposażone w 12 niemieckich działek 37 mm.
W tym czasie organizacja estońskich wojsk pancernych wyglądała następująco:
- 1 Kompania Pancerna w Tallinnie (9 starych samochodów pancernych z okresu wojny o niepodległość z lat 1918–1920),
- 2 Kompania Pancerna w Tartu (3 czołgi FT-17 i 9 samochodów pancernych Arsenal-Crossley M27/28),
- 3 Kompania Pancerna w Tallinnie (9 czołgów FT-17 i 6 tankietek TKS).

17 czerwca 1940 r. na terytorium Estonii wkroczyła bez walki Armia Czerwona. Państwo weszło w skład ZSRR. Wojska estońskie włączono do sowieckiego XX Korpusu Terytorialnego.